# Steven Wright (baseball)
Pour les articles homonymes, voir Steven Wright et Wright.
Steven Richard Wright (né le 30 août 1984 à Torrance, Californie, États-Unis) est un lanceur droitier des Ligues majeures de baseball.
Depuis 2013, Steven Wright est avec R. A. Dickey l'un des deux lanceurs de balle papillon actifs dans les majeures.

## Carrière
Steven Wright est d'abord drafté par les Padres de San Diego, qui le choisissent au 26e tour de sélection en 2003, mais il ne signe pas avec l'équipe et s'engage plutôt avec les Rainbow Warriors de l'Université d'Hawaï à Mānoa. En 2006, il est repêché au second tour de sélection par les Indians de Cleveland. Il passe cinq ans et demi dans les ligues mineures dans l'organisation des Indians et en 2011 devient un lanceur de balle papillon,. Le 31 juillet 2012, Cleveland échange Wright aux Red Sox de Boston contre le joueur de premier but Lars Anderson.
Lanceur partant dans les mineures, Steven Wright fait ses débuts dans le baseball majeur comme lanceur de relève avec Boston le 23 avril 2013. Il remporte sa première victoire dans les majeures le 11 juillet suivant sur les Mariners de Seattle. Il entre en jeu en 4e manche après une désastreuse performance du lanceur partant Ryan Dempster, qui avait accordé 7 points, et limite les Mariners à 3 coups sûrs en 5 manches et deux tiers lancées, tandis que les Sox remontent la pente pour l'emporter 8-7. Wright lance 13 manches et un tiers en 4 matchs pour Boston en 2013. Il présente une moyenne de points mérités de 5,40 avec deux victoires et aucune défaite. Il effectue son premier départ dans les majeures le 6 août face aux Astros de Houston mais est envoyé aux douches après seulement une manche lancée, où il a accordé 3 points sur un coup sûr, deux buts-sur-balles, un mauvais lancer et un frappeur atteint. Son receveur, Ryan Lavarnway, égale de plus un record du baseball majeur avec 4 balles passées dans cette même manche.
En 2014, Wright effectue un départ et 5 présences en relève pour Boston. Sa moyenne de points mérités se chiffre à 2,57 avec 22 retraits sur des prises en 21 manches de travail.